# ウィリアム・ヘンリー・ハント (画家)
ウィリアム・ヘンリー・ハント（William Henry Hunt、1790年3月28日 - 1864年2月10日）はイギリスの画家である。水彩画家として評価が高い。

## 略歴
ロンドンで生まれた。1805年頃に、水彩画を得意とする画家、ジョン・ヴァーリイの弟子となった。ヴァーリイは詩人で画家のウィリアム・ブレイクの親しい友人でもあった。5～6年間ヴァーリイのもとで修行した。1807年にはロイヤル・アカデミー・オブ・アーツの展覧会に油絵3点を出展した。
水彩画家協会（Society of Painters in Water Colours、後にRoyal Watercolour Society）の展覧会にも参加し、1824年に準会員、1827年に正会員に選ばれた。水彩画協会の展覧会の最もすぐれた出展者として、没する年まで出展を続けた。
イギリスの水彩画のスタイルを作ったひとりとされ、使用される絵の具の種類、紙質の選定や技巧の選択まで技術的な要素を取り入れていて、同時代の美術評論家のジョン・ラスキンは特にハントの静物画を高く評価した。絵画の細部の正確さも評価されている。

## 作品

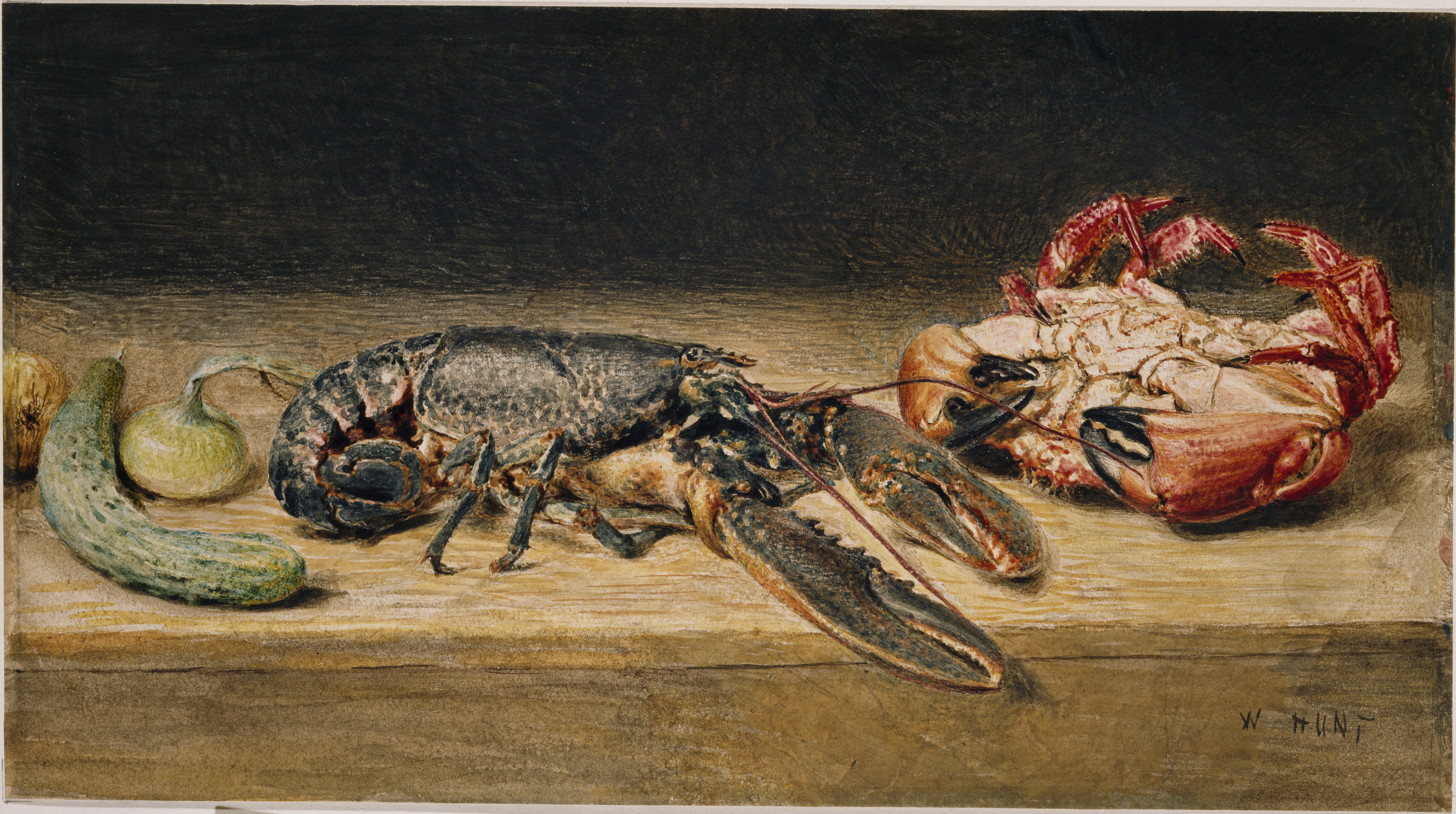
Lobster, Crab, and a Cucumber (1891)
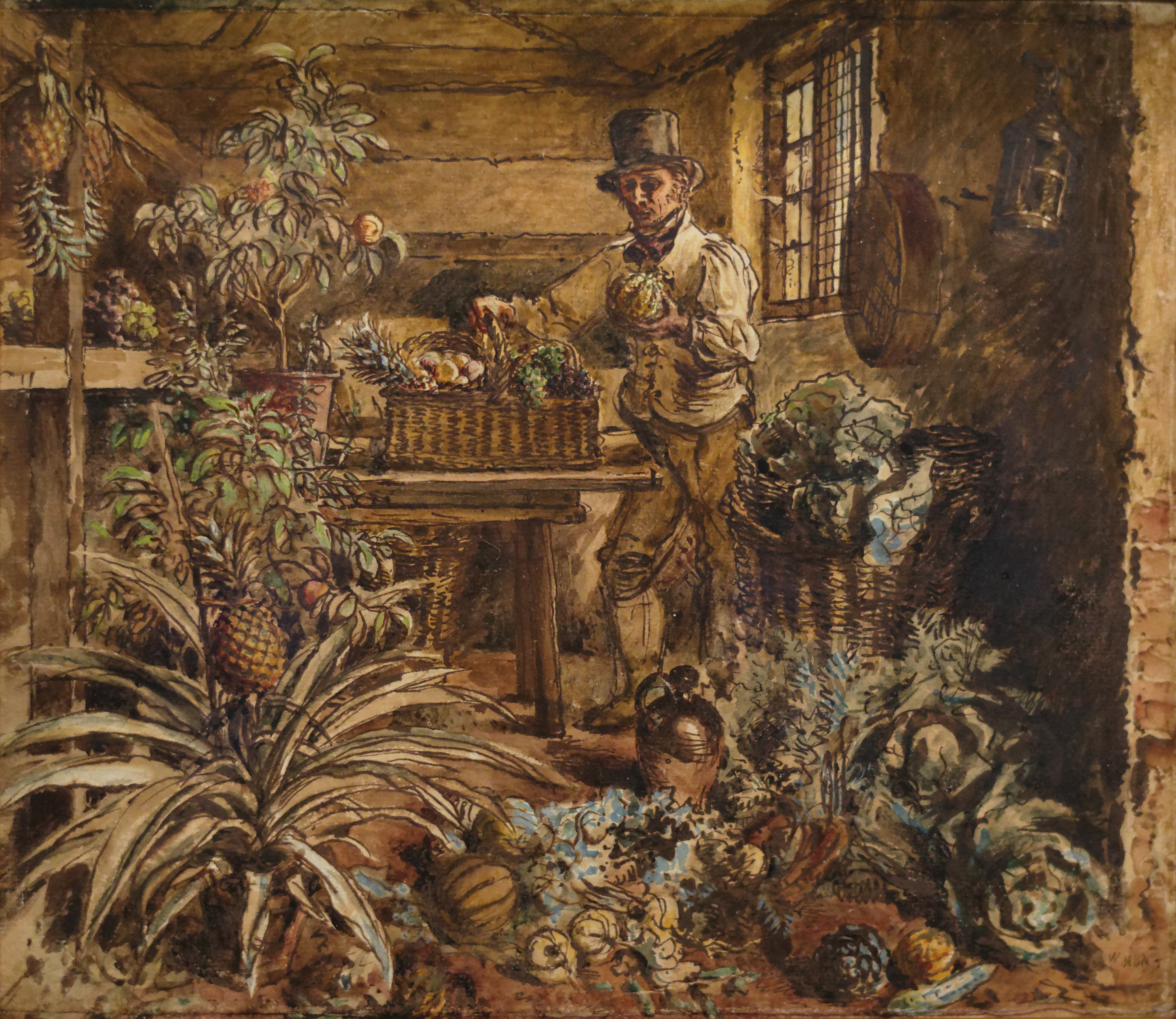
「庭師」 (c. 1825)
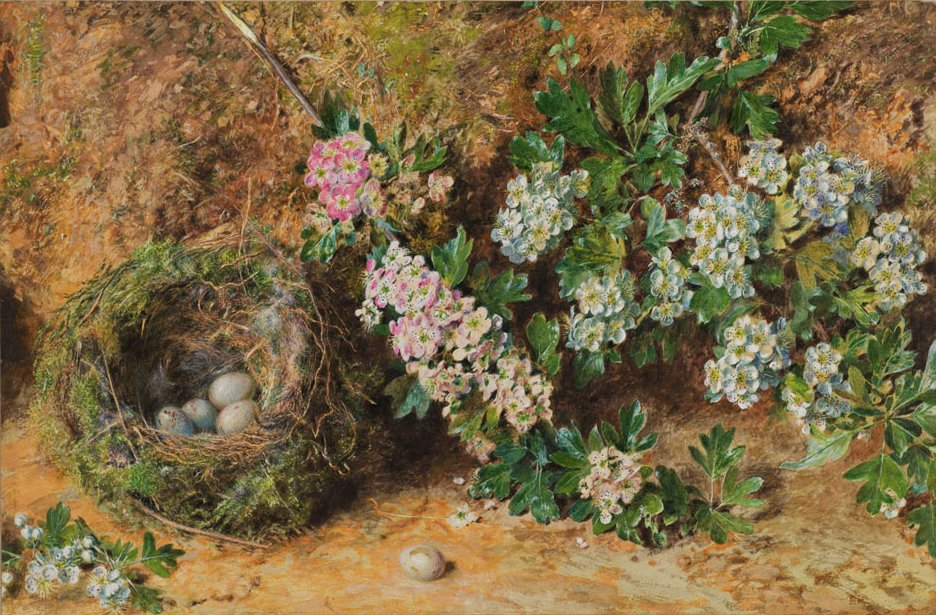
「鳥の巣と花」 (c. 1845)

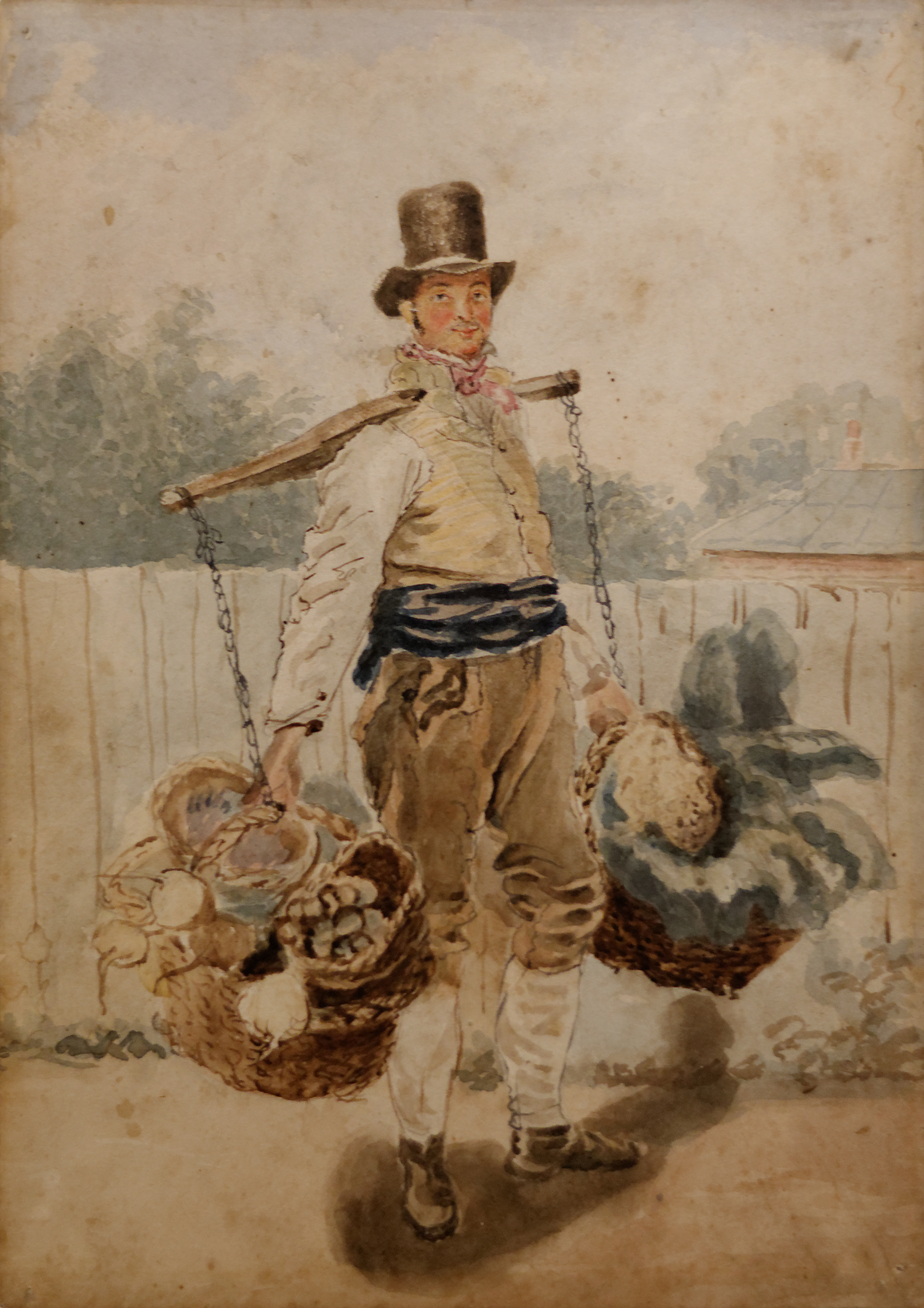
「野菜売り」(c.1825)
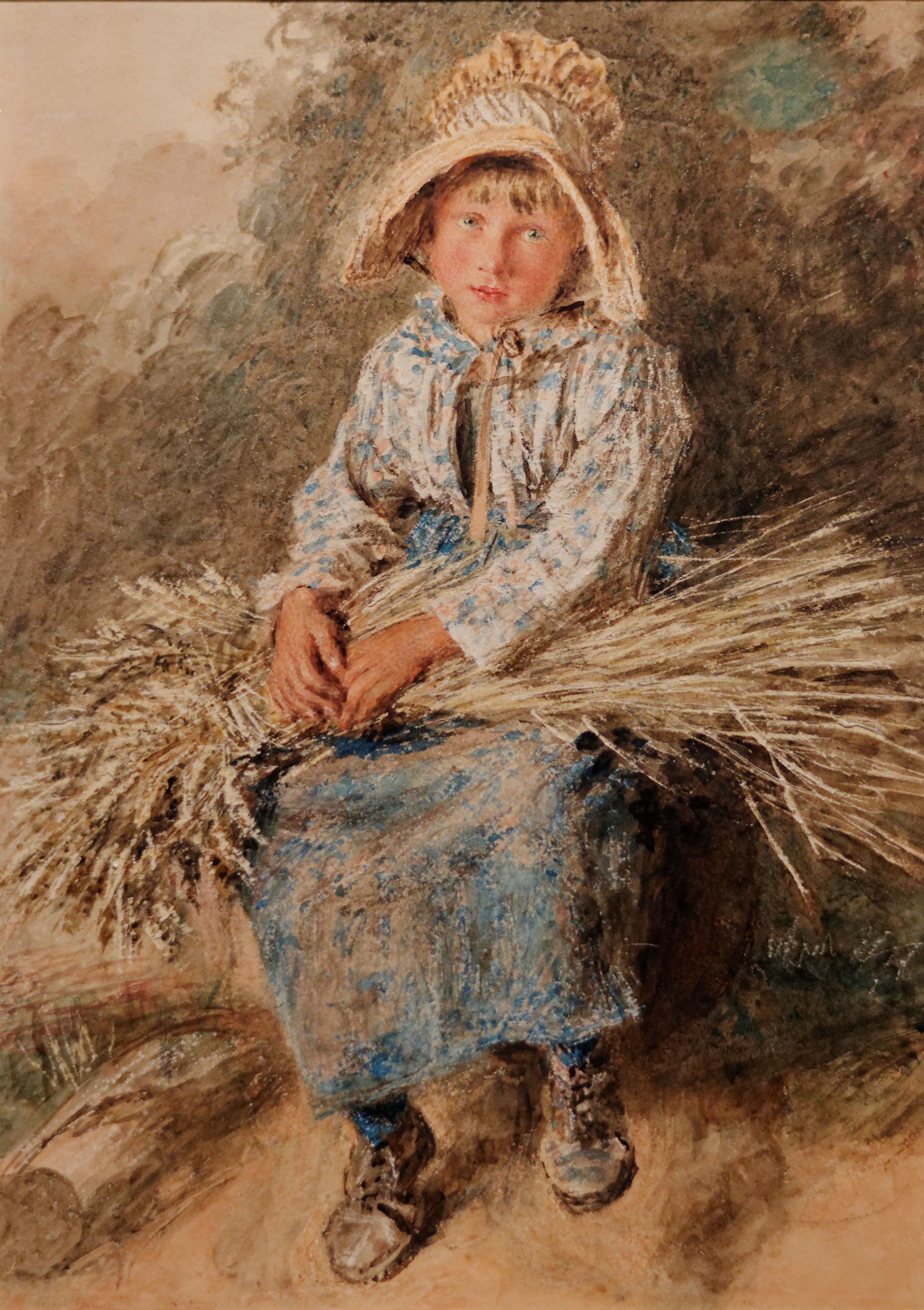
Girl with a Sheaf of Corn(c.1832)
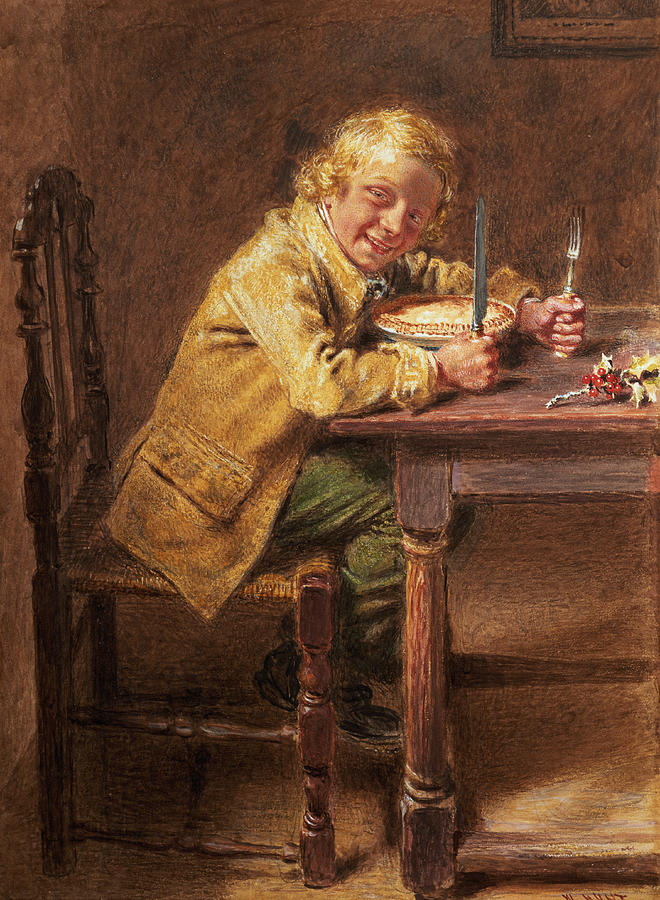
christmas pie
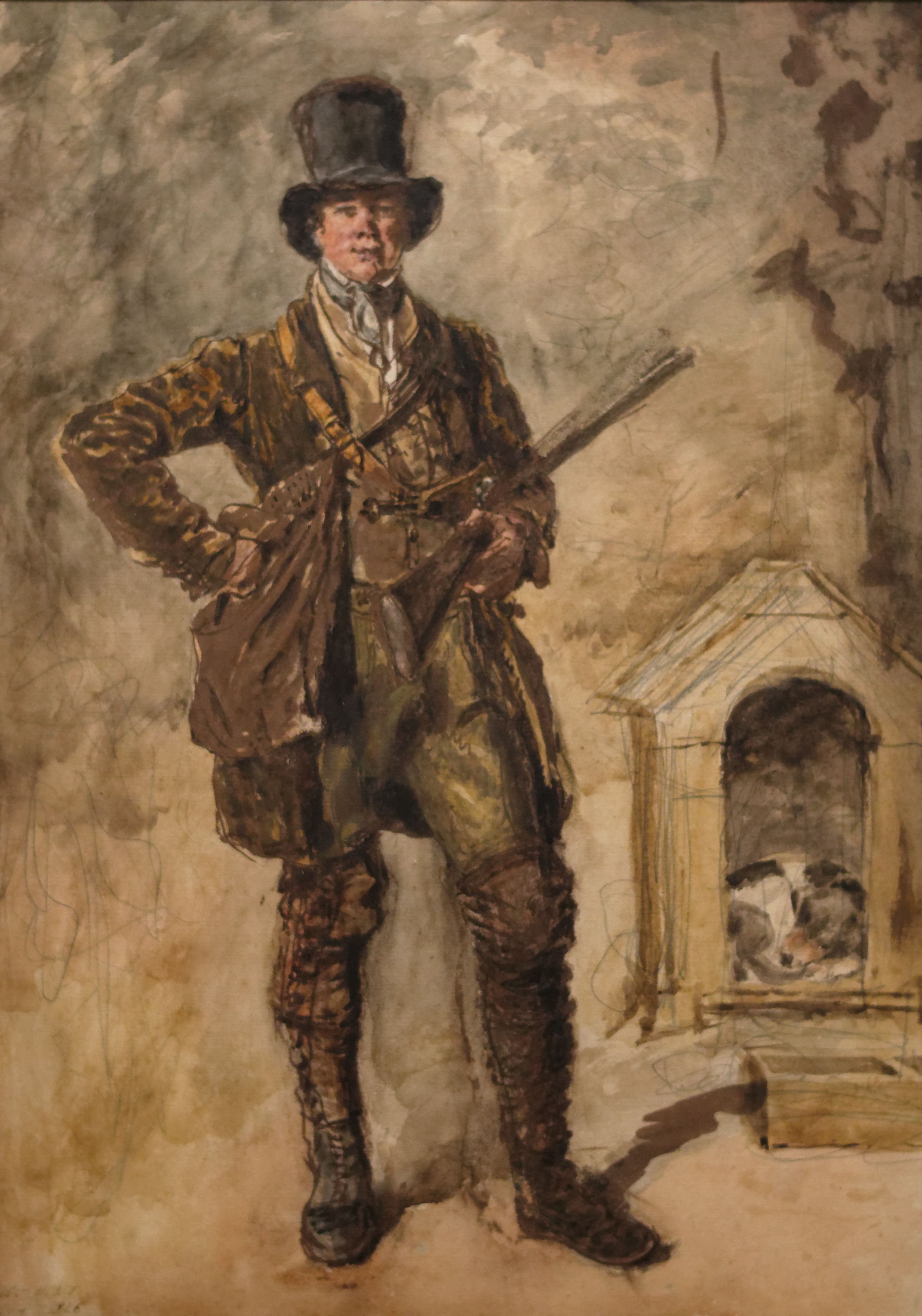
Game Keeper